# Церкоспорозы

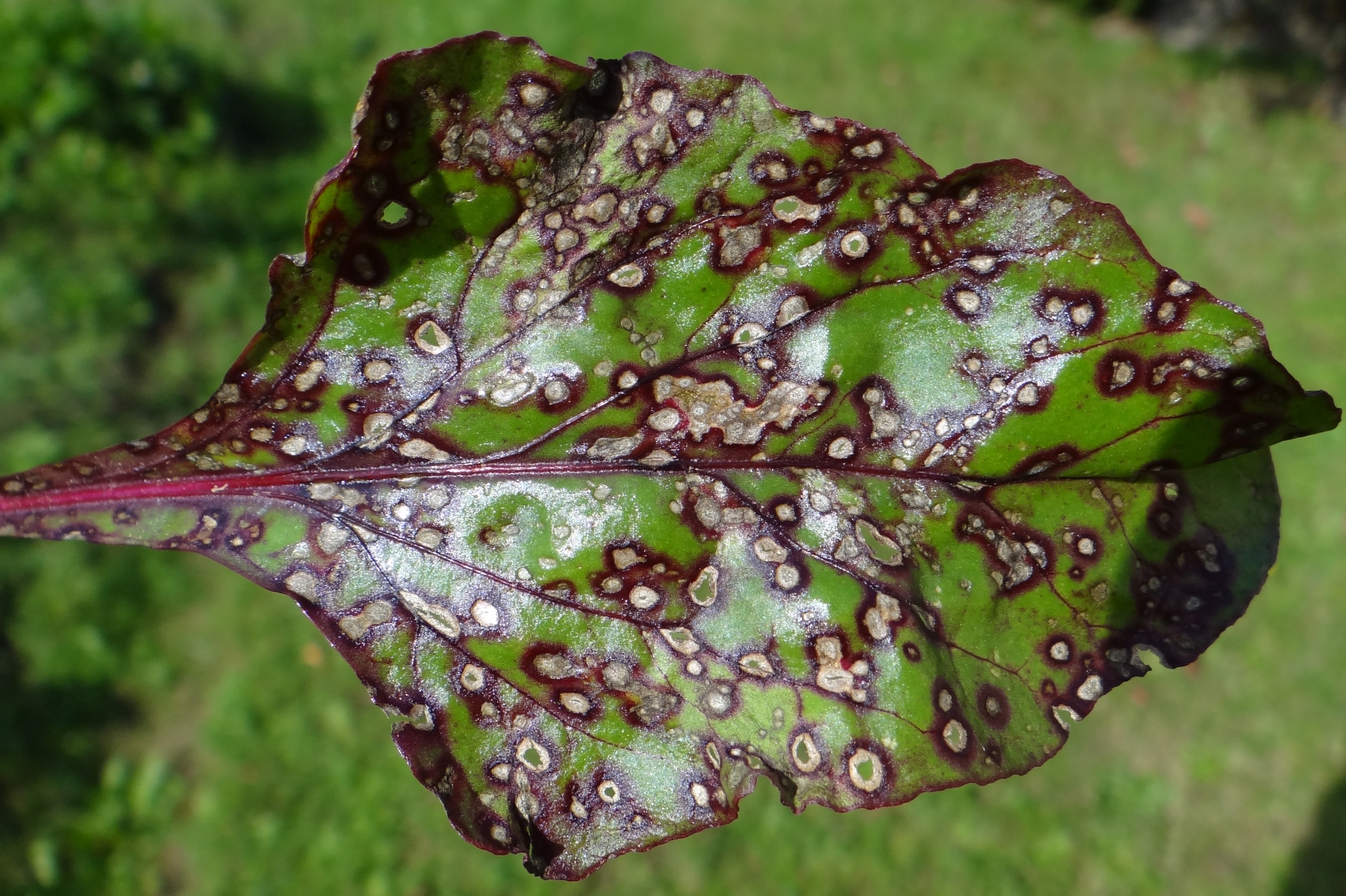
Церкоспороз свёклы

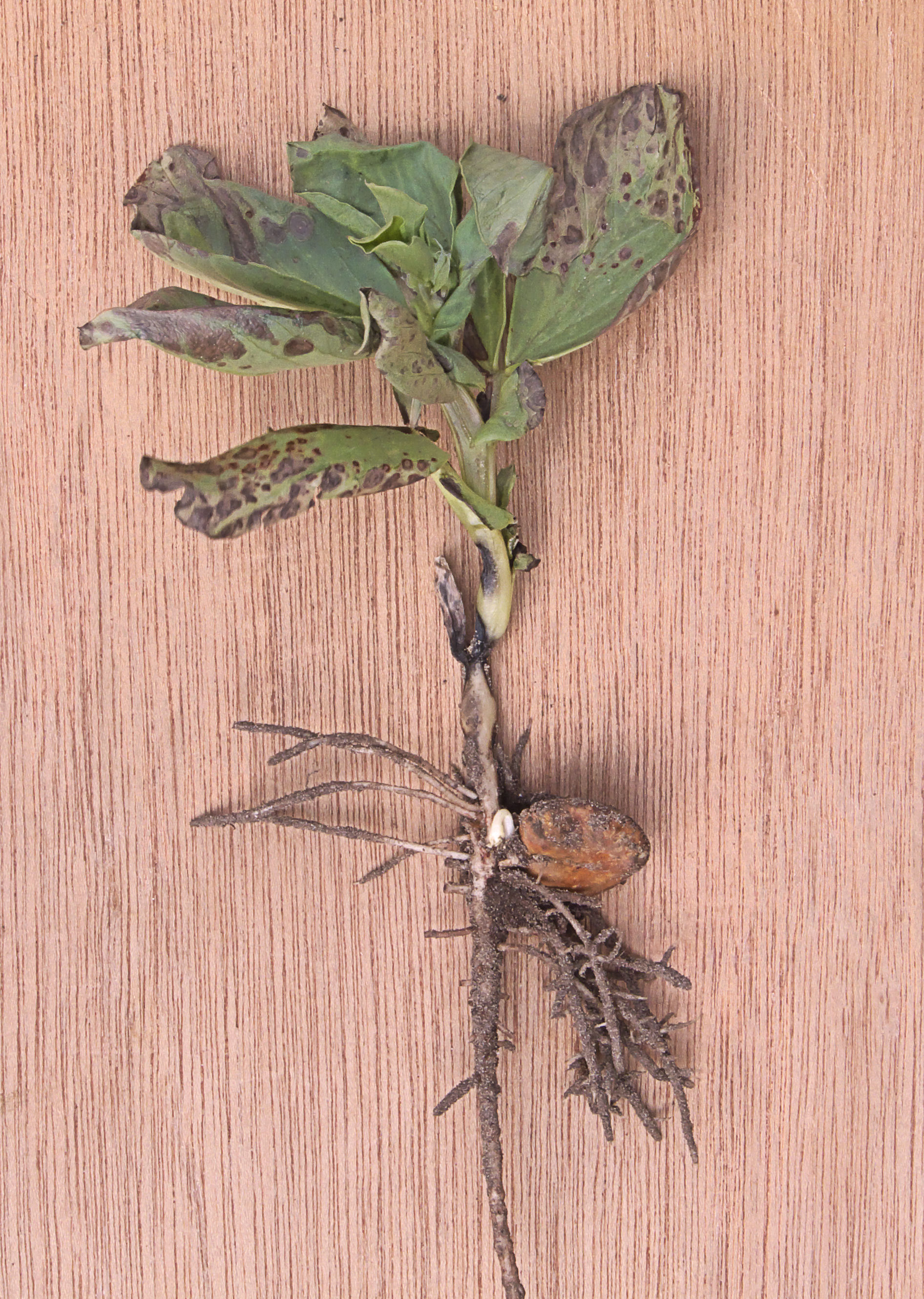
Церкоспороз боба садового

Церкоспорозы — группа болезней растений, вызываемых несовершенными грибами рода Церкоспора.
Церкоспоры вызывают у поражённых растений некрозы тканей, которые проявляются в виде пятен на листьях или стеблях. Пятна, как правило, мелкие, округлые, серовато-жёлтые или бурые с красно-коричневой каймой. Церкоспоры часто развиваются на растениях, уже поражённых другими грибами. Распространяются с помощью конидий, которые могут сохраняться в растительных остатках.
Различные виды паразитируют на разных растениях. Наиболее часто встречаются церкоспорозы:
— свёклы (возбудитель Cercospora beticola): развивается на листьях и черешках в виде круглых или удлинённых мелких пятен; во влажную погоду с нижней стороны листа образуется сероватый налёт; при сильном поражении начинается отмирание листьев и резко падает урожайность.
— сельдерея (возбудитель Cercospora apii): листья и черешки покрываются желтовато-бурыми пятнами; появляются вдавленные пятна на стеблях; растения отстают в развитии, желтеют и засыхают.
— картофеля (возбудитель Cercospora concors): на листьях образуются желтоватые пятна, а с нижней стороны — серо-лиловатый налёт; при сильном поражении листья засыхают, однако в целом большого ущерба болезнь не наносит.
Встречаются также церкоспорозы винограда (возбудитель Cercospora vitis), перца (возбудитель Cercospora capsici), гречихи (возбудитель Cercospora fagopyri), арахиса (возбудитель Cercospora personata), инжира (возбудитель Cercospora bolleana), абрикоса и других косточковых культур (возбудитель Cercospora cerasella), розы (возбудитель Cercospora rosicola) и т. д.
Меры борьбы — использование устойчивых сортов, опрыскивание фунгицидами, своевременная уборка растительных остатков, на плодовых культурах и винограде — уничтожение поражённых частей.